# إميل ساندستروم
إميل ساندستروم (بالسويدية: Emil Sandström)‏ هو قاضي ومحامي سويدي، ولد في 11 أكتوبر 1886 في نيشوبينغ في السويد، وتوفي في 6 يوليو 1962 في ستوكهولم في السويد.

## روابط خارجية
- إميل ساندستروم على موقع مونزينجر (الألمانية)